# Donna Mae Mims
Pour les articles homonymes, voir Mims (homonymie).
Donna Mae Mims, dite Pink Lady, ou The pink lady of racing, née le 1er juillet 1927 et décédée le 6 octobre 2009 âgée de 82 ans, est une pilote automobile américaine, en voitures de sport sur circuits.

## Biographie

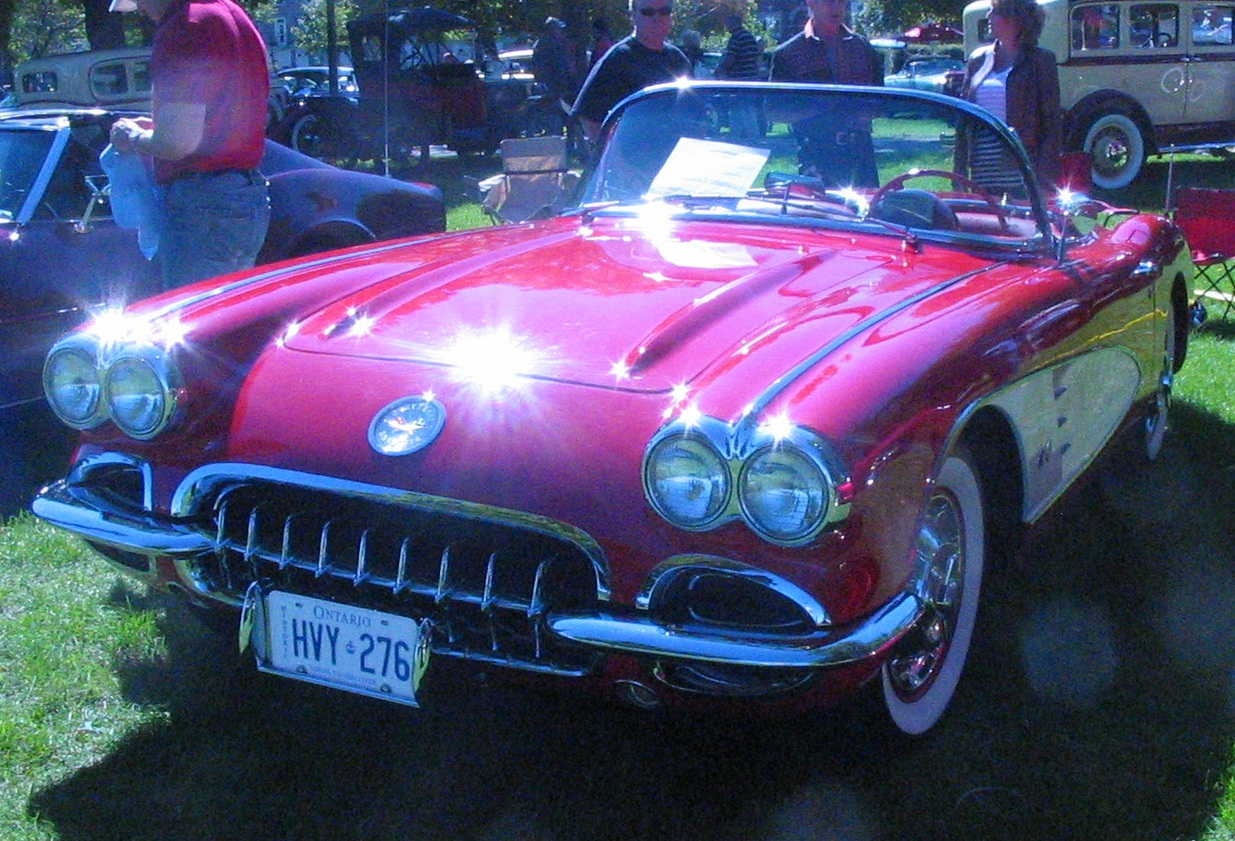
Chevrolet Corvette de 1960 (C1).

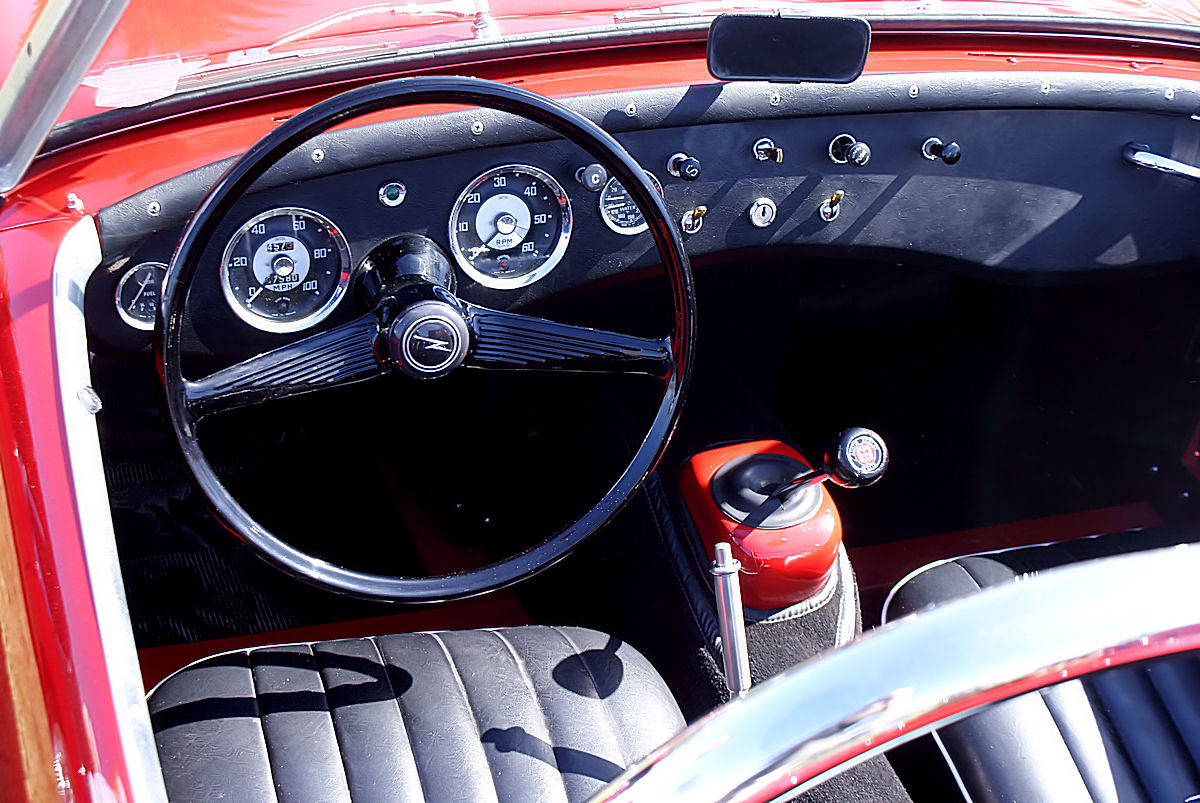
Intérieur d'Austin Haley Sprite Mk II (1962-63).

Durant les années 1950, elle est secrétaire chez le concessionnaire Chevrolet de Canonsburg en Pennsylvanie.
Excentrique, sa carrière en compétition s'étale entre 1960 (première victoire en catégorie B Production lors du National de Cumberland, sur Corvette) et 1973.
Alors qu'elle court le plus souvent sous des couleurs roses, ses succès les plus significatifs sont obtenus avec trois marques britanniques consécutives, Austin-Healey (1962 et 1963), MG (1964, avec la MG MGB), et Triumph (1965, avec la TR3).
Elle gagne un titre national en Championnat américain des voitures de sport catégorie H Production en 1963, avec une "Sprite" (victoire SCCA National notamment à Meadowdale, et trois deuxième places, à Marlboro, Cumberland -au Lions Club Trophy sur l'aéroport municipal- et Lime Rock Park), après avoir participé à dix courses du championnat.
En 1967 et 1969, elle est encore classée à deux reprises lors des  12 Heures de Sebring, puis elle termine sa carrière aux côtés de Jim Cornwin sur Chevrolet Camaro au milieu des années 1970, en disputant quelques courses du championnat IMSA GT.
Elle est ensuite l'un des bénévoles de la SCCA durant plusieurs années sur les grilles de départ lors de courses, y compris pour les Pittsburgh Vintage Grand Prix et Championship Runoffs.
En mars 1979, elle participe au quatrième Cannonball Run avec Judy Stropus et Peggy Niemce. Les trois femmes -aux tenues moulantes et courtes- sont parainées par The Right Bra, à bord d'une limousine Cadillac de 1968. Leur véhicule s'écrase au milieu de la nuit à El Paso, après avoir été préalablement intercepté par la police d'un comté. L'actrice Adrienne Barbeau reprend le rôle de Donna Mae, dans L'Équipée du Cannonball (sous le nom de Marcie Thatcher).
Donna Mae Mims décède des suites d'un accident vasculaire cérébral.
Elle avait demandé que sa dépouille mortuaire soit assise dans une Corvette rose de 1979 pour les visites lors de ses funérailles. Un cortège de 60 véhicules de ce type était ensuite attendu pour aller l'enterrer...

## Remarques
- Think Pink était inscrit comme devise au dos de la majorité de ses véhicules de course.
- Elle avait appelé son Chihuahua Speedy Gonzales.
- L'écurie féminine Team Esso Aseptogyl de Robert Neyret prendra en France elle aussi des couleurs roses, à la fin des années 1960.